# 3924 Бірк
3924 Бірк (3924 Birch) — астероїд головного поясу, відкритий 11 лютого 1977 року.
Тіссеранів параметр щодо Юпітера — 3,349.